# Морські володіння Венеції
Морські володіння Венеції (вен. Stato da Màr або Domini da Mar) — назва, що використовується для означення заморських територій Венеційської республіки, що складались з Істрії, Далмації, Албанії, Мореї, Іонічних островів, Негропонте, Егейських островів, Наксоського герцогства, островів Крит та Кіпр. Це була одна з трьох частин, на які поділялась республіка — разом з Догадо (власне Венецією) та Терафермою (материковими володіннями в Північній Італії).

## Історія
Створення венеційської заморської імперії (венец. Stato da Màr або Domini da Mar) розпочалося приблизно в 1000 році після морської перемоги над неретвянськими піратами і добровільним приєднанням територій візантійської феми Далмація. Свого найбільшого розширення вона досягла після завершення Четвертого хрестового походу в 1204 році з декларацією про приєднання великої частини територій Візантійської імперії. Однак більша їх частина ніколи не була контрольована Венецією, утримуючись грецькими візантійськими державами-спадкоємцями (Епірський деспотат, Нікейська імперія та Трапезундська імперія), а більшість решти земель була швидко втрачена після відвоювання Нікейською імперією Константинополя у 1261 році.
В 1212 році венеційці захопили Кандійське королівство (Крит), придбане ними за декілька років до того у Боніфація Монферратського.
Після війни Кіоджи почався інший період бурхливого зростання Венеційської імперії: острів Корфу потрапив під її владу в 1386 році, фортеці Аргос і Навплій на Пелопоннесі в 1388 році (хоча перша потрапила під фактичний контроль Венеції лише в 1394 році), Егейські острови Тінос і Міконос в 1391 році, адріатичні порти Дураццо і Алессіо на узбережжі Албанії в 1392 році, слідом за ними Скутарі в 1396 і Дривасто в 1397 роках. Особливим вододілом також став 1402 рік — битва при Анкарі тимчасово призупинила підйом Османської імперії на сході, а смерть міланського герцога Джан Галеаццо Вісконті створила вакуум влади на півночі Італії. Венеція швидко використала ситуацію, щоб розширити свої заморські території та розпочати завоювання Тераферми. На півдні Балкан сприятливі умови, створені Галліпольською угодою з османами в 1403 році, призвели до зростання торгівлі та здобуття нової низки фортець у Греції: Лепанто в 1407, Патри в 1408, Наваріно в 1410 і Фессалоніки в 1423 році.
У Далмації, якою республіка була змушена поступитися Угорському королівству за Задарською угодою 1381 року, венеційці скористалися османською громадянською війною та конфліктом між Ладиславом Неаполітанським та Сигізмундом Угорським за угорський престол, і в 1409 році затвердили в обмін на 100 000 дукатів передачу Ладиславом підконтрольних йому міст: Зари з островами Црес та Осеро, Арбе, Пага, Лоурана та Новіграда, а також усі його права на решту Далмації.
В 1481 році венеційці захопили у неаполітанців іонічний острів Закінф, а в 1500 у османів Кефалонію, та придбали в 1489 році Кіпрське королівства хрестоносців у Катерини Корнаро.
Протягом багатьох століть «Stato da Màr» залишалась на Балканах, головним чином в Адріатичному морі, яке навіть прозвали «Mare di Venezia» (море Венеції) на картах XVII—XVIII століть.
Пізніше, під посиленим тиском Османської імперії, більшість територій були втрачені і реорганізовані, і, на момент падіння республіки від Наполеона в 1797 році, під владою залишалися лише Істрія, Далмація та венеційські Іонічні острови.

## Володіння
- Венеційська Істрія в сучасній Хорватії
- Венеційська Далмація, що включала власне Далмацію та невеликі території навколо, в сучасній Хорватії
- Венеційська Албанія, включаючи Которську затоку, та невеликі території навколо, в сучасній Чорногорії
- Венеційські Іонічні острови, Королівство Кандія та деякі інші невеликі володіння, в сучасній Греції
- Венеційський Кіпр, колишнє Кіпрське королівство

## Примітки

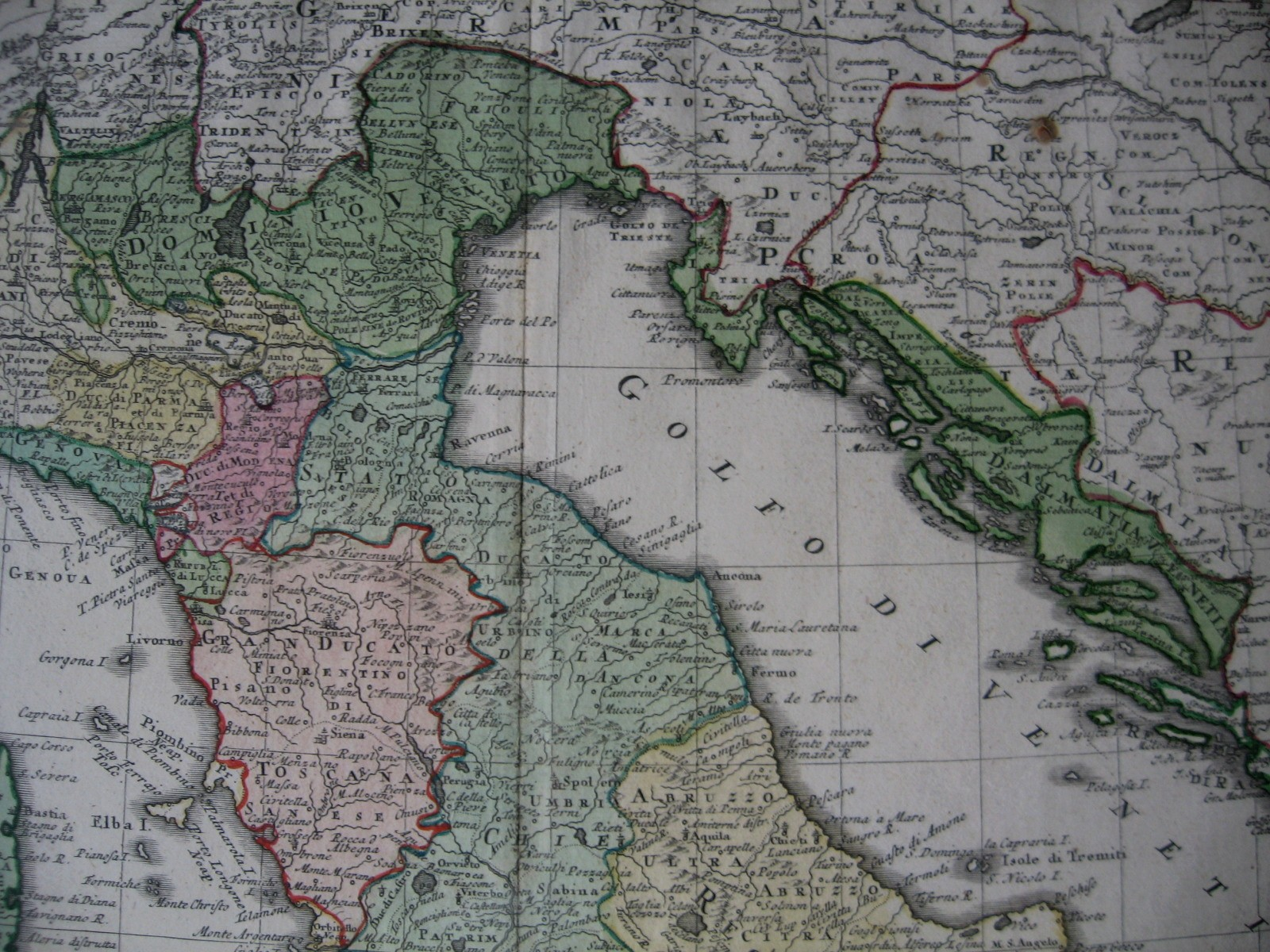
Стара мапа Венеційської республіки та її володінь в Істрії та Далмації (XVIII ст.)